# Stade Al Inbiâate
 (juillet 2022).
Si vous disposez d'ouvrages ou d'articles de référence ou si vous connaissez des sites web de qualité traitant du thème abordé ici, merci de compléter l'article en donnant les références utiles à sa vérifiabilité et en les liant à la section « Notes et références ».
Le stade Al Inbiâate (en arabe : ملعب الانبعاث) est un stade de football et d’athlétisme situé à Agadir au Maroc.

## Histoire
Construit dans les années 1960, Al Inbiâate est un des anciens stades construits au Maroc. Le stade peut accueillir jusqu’à 10000 spectateurs. Il était anciennement utilisé par le Hassania d'Agadir (Le club reçoit ses matchs désormais au Stade Adrar). Il est situé au nord du quartier Dakhla.